# Kōsuke Okano
Kōsuke Okano (jap. 岡野 浩介 Okano Kōsuke; ur. 14 października 1969 w Tokio) – japoński seiyū związany z agencją Still Wood Garden.

## Wybrane role głosowe
- Bleach – Taichi Miyamoto
- Great Teacher Onizuka – Noboru Yoshikawa
- Initial D – Kenta Nakamura
- Jūni kokuki –
  - Kaname Takasato,
  - Aozaru
- MegaMan NT Warrior – Daisuke Hayami
- Pokémon –
  - Philip,
  - Atsushi (Pyro),
  - Tokio (Andreas),
  - Takaya (Elijah)
- Transformers Animated – Hotshot
- Transformerzy: Wojna o Energon – Hotshot